# 日本国有鉄道清算事業団の債務等の処理に関する法律
日本国有鉄道清算事業団の債務等の処理に関する法律（にほんこくゆうてつどうせいそうじぎょうだんのさいむとうのしょりにかんするほうりつ、平成10年10月19日法律第136号）は、日本国有鉄道清算事業団における土地その他の資産の処分等による債務等の処理が困難となっている事態に対処して、当該債務等の抜本的な処理を図ることが緊急の課題となっていることにかんがみ、政府による事業団の債務の承継その他事業団の債務等の処理を図るために必要な措置に関する法律である。通称は、国鉄清算事業団債務等処理法。